# Bóng đá tại Đại hội Thể thao Đông Nam Á 2013 – Nữ
Nội dung bóng đá nữ tại Đại hội Thể thao Đông Nam Á 2013 được tổ chức tại Myanmar từ ngày 10 tháng 12 đến ngày 20 tháng 12 năm 2013. Không có giới hạn độ tuổi tham dự đối với các đội tuyển nữ.
Thái Lan đã giành tấm huy chương vàng lần thứ năm sau khi đánh bại đương kim vô địch Việt Nam 2–1 trong trận chung kết thứ ba liên tiếp của cả hai đội. Myanmar giành tấm huy chương đồng chung cuộc sau khi vượt qua Malaysia trong trận tranh hạng ba. 

## Lịch thi đấu
Dưới đây là lịch thi đấu cho nội dung bóng đá nữ.
| G | Vòng bảng | ½ | Bán kết | B | Tranh huy chương đồng | F | Chung kết |

| T3 10 | T4 11 | T5 12 | T6 13 | T7 14 | CN 15 | T2 16 | T3 17 | T4 18 | T5 19 | T6 20 | T6 20 |
| ----- | ----- | ----- | ----- | ----- | ----- | ----- | ----- | ----- | ----- | ----- | ----- |
| G     |       | G     | G     | G     | G     | G     |       | ½     |       | B     | F     |

## Các quốc gia tham dự
6 đội tuyển trong tổng số 11 quốc gia Đông Nam Á đã tham dự nội dung thi đấu này. Indonesia và Đông Timor ban đầu cũng tham dự giải đấu, nhưng đã rút lui sau lễ bốc thăm.
| - Lào (MAS) - Malaysia (MAS) - Myanmar (MYA) | - Philippines (PHI) - Thái Lan (THA) - Việt Nam (VIE) |

## Địa điểm
Các trận đấu của giải đấu nữ được tổ chức tại Sân vận động Mandalarthiri ở Mandalay.
| MandalayBóng đá tại Đại hội Thể thao Đông Nam Á 2013 – Nữ (Myanmar) | Mandalay                   |
| ------------------------------------------------------------------- | -------------------------- |
| MandalayBóng đá tại Đại hội Thể thao Đông Nam Á 2013 – Nữ (Myanmar) | Sân vận động Mandalarthiri |
| MandalayBóng đá tại Đại hội Thể thao Đông Nam Á 2013 – Nữ (Myanmar) | Sức chứa: 30.000           |
| MandalayBóng đá tại Đại hội Thể thao Đông Nam Á 2013 – Nữ (Myanmar) |                            |

## Bốc thăm
Lễ bốc thăm được tổ chức vào lúc 10:00 (UTC+6:30) ngày 6 tháng 11 năm 2013 tại Naypyidaw, Myanmar, cùng ngày diễn ra lễ bốc thăm cho một số môn thi đấu khác của SEA Games 27. Tám đội tuyển trong giải đấu nữ (bao gồm Indonesia và Đông Timor trước khi rút lui) được bốc thăm chia thành hai bảng, mỗi bảng gồm bốn đội. 
Vào ngày 8 tháng 11, đội tuyển Indonesia, được bốc thăm vào bảng A, đã thông báo rút lui khỏi giải đấu. Đông Timor, đội trước đó được xếp vào bảng B, cũng được ban tổ chức xác nhận không tham gia tranh tài ở bộ môn này vào ngày 22 tháng 11.

## Trọng tài
Các trọng tài sau đây đã được lựa chọn để điều khiển tại giải đấu:
| Trọng tài - Hà Kim - Maria Piedade Rebello - Kim Sook-heee - Rita Gani - Seinn Cho Aung - Pannipar Kamnueng - Mai Hoàng Trang | Trợ lý trọng tài - Trương Linh Linh - Park Mi-suk - Widiya Shamsuri - Su Nyein Aye - Merlo Albano - Rohaidah Nasir - Praphaiphi Tarik - Lục Yến Linh - Trương Thị Lệ Trinh |

## Vòng bảng
Hai đội đứng đầu mỗi bảng lọt vào vòng bán kết.
Các tiêu chí xếp hạng
Các đội được xếp hạng theo điểm (3 điểm cho 1 trận thắng, 1 điểm cho 1 trận hòa và 0 điểm cho 1 trận thua), và nếu bằng điểm, các tiêu chí sau đây sẽ được áp dụng theo thứ tự, để xác định thứ hạng:
1. Hiệu số bàn thắng thua trong tất cả các trận đấu bảng;
2. Số bàn thắng ghi được trong tất cả các trận đấu bảng;
3. Điểm trong các trận đối đầu trực tiếp giữa các đội bằng điểm;
4. Hiệu số bàn thắng thua trong các trận đối đầu trực tiếp giữa các đội bằng điểm;
5. Số bàn thắng ghi được trong các trận đối đầu trực tiếp giữa các đội bằng điểm;
6. Nếu có nhiều hơn hai đội bằng điểm, và sau khi áp dụng tất cả các tiêu chí đối đầu ở trên, một nhóm nhỏ các đội vẫn còn bằng điểm nhau, tất cả các tiêu chí đối đầu ở trên được áp dụng lại cho riêng nhóm này;
7. Sút luân lưu nếu chỉ có hai đội bằng điểm và gặp nhau ở lượt trận cuối cùng của bảng;
8. Bốc thăm.

### Bảng A
| VT | Đội         | ST | T | H | B | BT | BB | HS | Đ | Giành quyền tham dự     |
| -- | ----------- | -- | - | - | - | -- | -- | -- | - | ----------------------- |
| 1  | Việt Nam    | 2  | 2 | 0 | 0 | 8  | 0  | +8 | 6 | Vòng đấu loại trực tiếp |
| 2  | Myanmar (H) | 2  | 1 | 0 | 1 | 2  | 1  | +1 | 3 | Vòng đấu loại trực tiếp |
| 3  | Philippines | 2  | 0 | 0 | 2 | 0  | 9  | −9 | 0 |                         |
| 4  | Indonesia   | 0  | 0 | 0 | 0 | 0  | 0  | 0  | 0 | Rút lui                 |

1. ↑  Indonesia rút lui khỏi giải đấu vào ngày 8 tháng 11 năm 2013.

| Myanmar                                  | 2–0      | Philippines |
| ---------------------------------------- | -------- | ----------- |
| Khin Marlar Tun 29' · Than Than Htwe 60' | Chi tiết |             |

| Philippines | 0–7      | Việt Nam |
| ----------- | -------- | --- |
|             | Chi tiết | Nguyễn Thị Muôn 8', 61' · Nguyễn Thị Minh Nguyệt 10', 70' · Trần Thị Kim Hồng 60' · Nguyễn Thị Tuyết Dung 73' · Huỳnh Như 83' |

| Việt Nam               | 1–0      | Myanmar |
| ---------------------- | -------- | ------- |
| Lê Thu Thanh Hương 18' | Chi tiết |         |

### Bảng B
| VT | Đội        | ST | T | H | B | BT | BB | HS  | Đ | Giành quyền tham dự     |
| -- | ---------- | -- | - | - | - | -- | -- | --- | - | ----------------------- |
| 1  | Thái Lan   | 2  | 2 | 0 | 0 | 11 | 1  | +10 | 6 | Vòng đấu loại trực tiếp |
| 2  | Malaysia   | 2  | 1 | 0 | 1 | 4  | 7  | −3  | 3 | Vòng đấu loại trực tiếp |
| 3  | Lào        | 2  | 0 | 0 | 2 | 1  | 8  | −7  | 0 |                         |
| 4  | Đông Timor | 0  | 0 | 0 | 0 | 0  | 0  | 0   | 0 | Rút lui                 |

1. ↑  Đông Timor rút lui khỏi giải đấu vào ngày 22 tháng 11 năm 2013.

| Lào      | 1–3      | Malaysia                   |
| -------- | -------- | -------------------------- |
| Noum 74' | Chi tiết | Angela 2', 9' · Sihaya 68' |

| Malaysia   | 1–6      | Thái Lan                                                           |
| ---------- | -------- | ------------------------------------------------------------------ |
| Sihaya 78' | Chi tiết | Anutsara 16', 45' · Ainon 52' · Darat 58' · Kwanreuthai 88', 90+2' |

| Thái Lan                                            | 5–0      | Lào |
| --------------------------------------------------- | -------- | --- |
| Anootsara 12', 44', 61' · Ainon 26' · Taneekarn 81' | Chi tiết |     |

## Vòng đấu loại trực tiếp
Trong vòng đấu loại trực tiếp, nếu một trận đấu có kết quả hòa sau 90 phút:
- Tại trận tranh huy chương đồng, sẽ không thi đấu hiệp phụ, trận đấu được quyết định bằng loạt sút luân lưu.
- Tại trận bán kết và trận chung kết, sẽ tổ chức thi đấu hiệp phụ (có áp dụng luật bàn thắng vàng). Nếu kết quả vẫn hòa sau hiệp phụ, loạt sút luân lưu sẽ được sử dụng để xác định đội thắng.

### Sơ đồ
|  | Bán kết                | Bán kết  |                            |       | Trận tranh huy chương vàng | Trận tranh huy chương vàng |
|  |                        |          |                            |       |                            |                            |
|  | 18 tháng 12 – Mandalay |          |                            |       |                            |                            |
|  |                        |          |                            |       |                            |                            |
|  | Việt Nam               | 4        |                            |       |                            |                            |
|  | Việt Nam               | 4        | 20 tháng 12 – Mandalay     |       |                            |                            |
|  | Malaysia               | 0        |                            |       |                            |                            |
|  | Malaysia               | 0        | Việt Nam                   | 1     |                            |                            |
|  | 18 tháng 12 – Mandalay |          | Việt Nam                   | 1     |                            |                            |
|  |                        | Thái Lan | 2                          |       |                            |                            |
|  | Thái Lan (p)           | Thái Lan | 2                          | 2 (9) |                            |                            |
|  | Thái Lan (p)           |          |                            | 2 (9) |                            |                            |
|  | Myanmar                | 2 (8)    |                            |       |                            |                            |
|  | Myanmar                | 2 (8)    | Trận tranh huy chương đồng |       |                            |                            |
|  |                        |          |                            |       |                            |                            |
|  | 20 tháng 12 – Mandalay |          |                            |       |                            |                            |
|  |                        |          |                            |       |                            |                            |
|  | Malaysia               | 0        |                            |       |                            |                            |
|  | Malaysia               | 0        |                            |       |                            |                            |
|  | Myanmar                | 6        |                            |       |                            |                            |

### Các trận đấu

#### Bán kết
| Việt Nam                                                                    | 4–0      | Malaysia |
| --------------------------------------------------------------------------- | -------- | -------- |
| Nguyễn Thị Minh Nguyệt 11', 64' · Nguyễn Thị Tuyết Dung 55' · Huỳnh Như 77' | Chi tiết |          |

| Thái Lan                                                                                               | 2–2 (s.h.p.) | Myanmar |
| --- | ------------ | --- |
| Kanjana 20' · Kwanreuthai 104'                                                                         | Chi tiết     | Yee Yee Oo 90+2', 116' |
| Loạt sút luân lưu                                                                                      |              | |
| Darut · Kanjana · Kwanruedi · Kwanruethai · Nisa · Suphaphon · Ainon · Duangnapa · Natthakarn · Naphat | 9–8          | Myint Myint Aye · Phu Pwint Khine · Yee Yee Oo · Than Than Htwe · San San Maw · Moe Moe War · Khin Marlar Tun · Khin Than Wai · Margret Marri · Zin Mar Win |

#### Tranh huy chương đồng
| Malaysia | 0–6      | Myanmar                                                                                               |
| -------- | -------- | --- |
|          | Chi tiết | Yee Yee Oo 25', 70' · Khin Moe Wai 39' · Than Than Htwe 40' · San San Maw 83' · Myint Myint Aye 90+3' |

#### Tranh huy chương vàng
| Việt Nam                   | 1–2      | Thái Lan                   |
| -------------------------- | -------- | -------------------------- |
| Nguyễn Thị Minh Nguyệt 33' | Chi tiết | Naphat 40' · Anootsara 47' |

### Huy chương vàng
| Bóng đá nữ Đại hội Thể thao Đông Nam Á 2013 |
| ------------------------------------------- |
| · Thái Lan · Lần thứ 5                      |

## Thống kê

### Cầu thủ ghi bàn
Đã có 43 bàn thắng ghi được trong 10 trận đấu, trung bình 4.3 bàn thắng mỗi trận đấu.
6 bàn thắng
- Anootsara Maijarern

5 bàn thắng
- Nguyễn Thị Minh Nguyệt

4 bàn thắng
- Yee Yee Oo

3 bàn thắng
- Kwanreuthai Kunupatham

2 bàn thắng
- Angela Kais
- Sihaya Ajad
- Than Than Htwe
- Ainon Pancha
- Huỳnh Như
- Nguyễn Thị Muôn
- Nguyễn Thị Tuyết Dung

1 bàn thắng
- Noum Angmansongsa
- Khin Marlar Tun
- Khin Moe Wai
- Myint Myint Aye
- San San Maw
- Darut Changplook
- Kanjana Sungngoen
- Naphat Seesraum
- Taneekarn Dangda
- Lê Thu Thanh Hương
- Trần Thị Kim Hồng

### Bảng xếp hạng
| VT | Đội         | ST | T | H | B | BT | BB | HS  | Đ  | Kết quả chung cuộc        |
| -- | ----------- | -- | - | - | - | -- | -- | --- | -- | ------------------------- |
| 1  | Thái Lan    | 4  | 3 | 1 | 0 | 15 | 4  | +11 | 10 | Vô địch - Huy chương vàng |
| 2  | Việt Nam    | 4  | 3 | 0 | 1 | 13 | 2  | +11 | 9  | Á quân - Huy chương bạc   |
| 3  | Myanmar (H) | 4  | 2 | 1 | 1 | 10 | 3  | +7  | 7  | Hạng ba - Huy chương đồng |
| 4  | Malaysia    | 4  | 1 | 0 | 3 | 4  | 17 | −13 | 3  | Hạng tư                   |
|    |             |    |   |   |   |    |    |     |    |                           |
| 5  | Lào         | 2  | 0 | 0 | 2 | 1  | 8  | −7  | 0  | Bị loại ở vòng bảng       |
| 6  | Philippines | 2  | 0 | 0 | 2 | 0  | 9  | −9  | 0  | Bị loại ở vòng bảng       |